# Ljudmila Chodschaschwili
Ljudmila Platonowna Chodschaschwili (russisch Людмила Платоновна Ходжашвили; abchasisch Лиудмила Платон-иҧҳа Хоџьашьвили; * 1957 in Lychny, Abchasische ASSR) ist eine abchasische Politikerin. Sie war vom 7. April 2005 bis 31. Oktober 2011 Justizministerin der Republik Abchasien.

## Leben und Karriere
Ljudmila Chodschaschwili wurde 1957 im abchasischen, damals zur Sowjetunion gehörenden, Lychny geboren. Nach ihrem Schulabschluss zog sie in die Turkmenische SSR und arbeitete dort ab 1974 zunächst an einem Gericht, später wurde sie zur stellvertretenden Justizministerin der turkmenischen Sowjetrepublik ernannt. 1986 schloss sie ihr Studium der Rechtswissenschaften an der Staatlichen Universität Aschchabad ab.
Nach dem Zerfall der Sowjetunion kehrte sie in ihre nun de facto unabhängige Heimat Abchasien zurück, ab 1995 war sie stellvertretende Justizministerin der damals international nicht anerkannten Republik Abchasien. Am 7. April 2005 wurde sie schließlich erste Justizministerin des Landes. Ebenfalls seit 2005 lehrt sie an der Abchasischen Staatlichen Universität.
Kurz nach der Präsidentschaftswahl in Abchasien 2011 wurde sie als Justizministerin durch Jekaterina Onischtschenko ersetzt.
Am 22. November 2016 wurde Chodschaschwili zum Richter des Verfassungsgerichts der Republik Abchasien gewählt. Am 22. Februar 2018 erfolgte die Ernennung zur stellvertretenden Präsidentin des Verfassungsgerichts von Abchasien.
Per Dekret des abchasischen Präsidenten Aslan Bschania vom 14. Oktober 2022 wurde Chodschaschwili mit dem Orden „Verdiente Juristin der Republik Abchasien“ ausgezeichnet.

## Privates
Ljudmila Chodschaschwili ist seit 1989 verheiratet und hat zwei Töchter.